# Liste des ministres en chef du Territoire de la capitale australienne
Cet article liste les ministres en chef du Territoire de la capitale australienne.

## Liste
| No  | Portrait         | Titulaire           | Élection | Mandat           | Mandat           | Mandat                    | Parti politique | Parti politique |
| No  | Portrait         | Titulaire           | Élection | Début            | Fin              | Durée                     | Parti politique | Parti politique |
| --- | ---------------- | ------------------- | -------- | ---------------- | ---------------- | ------------------------- | --------------- | --------------- |
| 1   | Rosemary Follett | Rosemary Follett    | 1989     | 11 mai 1989      | 5 décembre 1989  | 6 mois et 24 jours        |                 | Travailliste    |
| 2   | Trevor Kaine     | Trevor Kaine (en)   | —        | 5 décembre 1989  | 6 juin 1991      | 1 an, 6 mois et 1 jour    |                 | Libéral         |
| (1) | Rosemary Follett | Rosemary Follett    | —        | 6 juin 1991      | 2 mars 1995      | 3 ans, 8 mois et 24 jours |                 | Travailliste    |
| (1) | Rosemary Follett | Rosemary Follett    | 1992     | 6 juin 1991      | 2 mars 1995      | 3 ans, 8 mois et 24 jours |                 | Travailliste    |
| 3   | Kate Carnell     | Kate Carnell (en)   | 1995     | 2 mars 1995      | 18 octobre 2000  | 5 ans, 7 mois et 16 jours |                 | Libéral         |
| 3   | Kate Carnell     | Kate Carnell (en)   | 1998     | 2 mars 1995      | 18 octobre 2000  | 5 ans, 7 mois et 16 jours |                 | Libéral         |
| 4   | Gary Humphries   | Gary Humphries (en) | —        | 18 octobre 2000  | 5 novembre 2001  | 1 an et 18 jours          |                 | Libéral         |
| 5   | Jon Stanhope     | Jon Stanhope        | 2001     | 5 novembre 2001  | 12 mai 2011      | 9 ans, 6 mois et 7 jours  |                 | Travailliste    |
| 5   | Jon Stanhope     | Jon Stanhope        | 2004     | 5 novembre 2001  | 12 mai 2011      | 9 ans, 6 mois et 7 jours  |                 | Travailliste    |
| 5   | Jon Stanhope     | Jon Stanhope        | 2008     | 5 novembre 2001  | 12 mai 2011      | 9 ans, 6 mois et 7 jours  |                 | Travailliste    |
| 6   | Katy Gallagher   | Katy Gallagher      | —        | 16 mai 2011      | 11 décembre 2014 | 3 ans, 6 mois et 25 jours |                 | Travailliste    |
| 6   | Katy Gallagher   | Katy Gallagher      | 2012     | 16 mai 2011      | 11 décembre 2014 | 3 ans, 6 mois et 25 jours |                 | Travailliste    |
| 7   | Andrew Barr      | Andrew Barr         | —        | 11 décembre 2014 | en fonction      | 10 ans, 5 mois et 2 jours |                 | Travailliste    |
| 7   | Andrew Barr      | Andrew Barr         | 2016     | 11 décembre 2014 | en fonction      | 10 ans, 5 mois et 2 jours |                 | Travailliste    |
| 7   | Andrew Barr      | Andrew Barr         | 2020     | 11 décembre 2014 | en fonction      | 10 ans, 5 mois et 2 jours |                 | Travailliste    |
| 7   | Andrew Barr      | Andrew Barr         | 2024     | 11 décembre 2014 | en fonction      | 10 ans, 5 mois et 2 jours |                 | Travailliste    |